# 1542 Schalén
1542 Schalén è un asteroide della fascia principale del diametro medio di circa 45,19 km. Scoperto nel 1941, presenta un'orbita caratterizzata da un semiasse maggiore pari a 3,0965592 UA e da un'eccentricità di 0,1096594, inclinata di 2,76304° rispetto all'eclittica.
L'asteroide è dedicato all'astronomo svedese Carl Adam Wilhelm Schalén (1902-1993).